# 霍頓貝 (密歇根州)
霍頓貝（英語：Horton Bay）是位於美國密歇根州夏利華縣的一個普查規定居民點。

## 人口
根據2020年美國人口普查的數據，霍頓貝的面積為15.98平方千米，當中陸地面積為12.48平方千米，而水域面積為3.50平方千米。當地共有人口340人，而人口密度為每平方千米21.28人。